# Fatal Portrait
Fatal Portrait är det första soloalbumet av den danska hårdrockaren King Diamond. Albumet, som inte är ett helt konceptalbum ("The Spider's Lullabye" är inte heller en full historia) som hans andra skivor, släpptes 1986. Låtarna som utgör en historia är 1-4 och låt nummer 9. Skivan släpptes även som remastrad version 1997 med två extraspår. Extraspåren är "The Lake" och "No Present For Christmas", som tidigare bara funnits som singel.

## Låtlista
Texter av King Diamond. Musik angiven nedan.
1. "The Candle" – 6:38 (Diamond)
2. "The Jonah" – 5:15 (Diamond)
3. "The Portrait" – 5:06 (Diamond)
4. "Dressed in White" – 3:09 (Diamond)
5. "Charon" – 4:14 (Diamond - Denner)
6. "Lurking in the Dark" – 3:33 (Diamond)
7. "Halloween" – 4:12 (Diamond - Denner)
8. "Voices from the Past" – 1:29 (Diamond)
9. "Haunted" – 3:54 (Diamond - Denner)
10. "No Presents for Christmas" – 3:23  * (Diamond - Denner)
11. "The Lake" – 4:11 * (Diamond)

* Bonusspår på återlansering

## Medverkande
- Sång: King Diamond
- Gitarr: Andy La Rocque
- Gitarr: Michael Denner
- Bas: Timi Hansen
- Trummor: Mikkey Dee